# New Zealand (Maori) Pioneer Battalion

Het Pioneer Battalion doet een haka, 1918

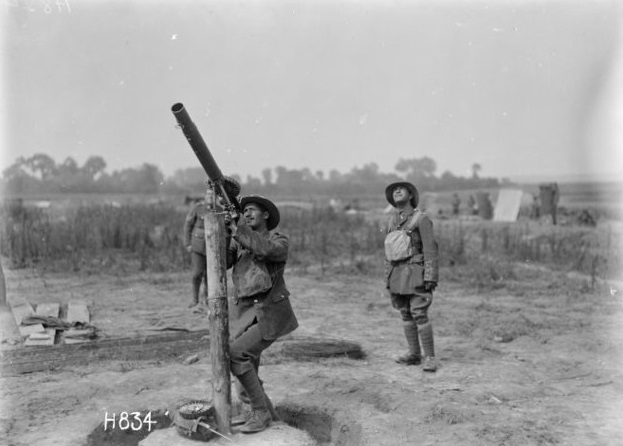
Luchtafweer, bediend door het Pioneer Battalion

The New Zealand (Maori) Pioneer Battalion of het Native Contingent and Pioneer Battalion was een bataljon van de New Zealand Expeditionary Force dat tijdens de Eerste Wereldoorlog in Europa werd ingezet. Het bataljon werd opgericht in 1915. Het nam deel aan de strijd in Gallipoli (Turkije) waarna het omgevormd werd tot een Pioneer Bataljon en werd ingezet aan het Westfront.
Aan het eind van de oorlog hadden 2227 Maori's en 458 Zuidzee-eilandbewoners in dit bataljon gediend. Hierbij werden 336 van hen gedood en 734 gewond. Ook bij andere eenheden kwamen Maori's om.
Het bataljon vertrok in februari 1915 vanuit Nieuw-Zeeland naar Egypte waarna het na de opleiding voor garnizoensdienst naar Malta vertrok. Door de toenemende verliezen bij de Anzac troepen gedurende de campagne in Gallipoli werd het bataljon naar de Anzac Cove gestuurd waar het op 3 juli 1915 aankwam. Daar werd het toegevoegd aan de New Zealand Mounted Rifles en als pioneers ingezet. In deze periode werd het bataljon herbenoemd als The New Zealand (Maori) Pioneer Battalion.
Eind 1916 werd het bataljon ingezet tijdens de Slag aan de Somme en begon het met de aanleg van een 8 km lange verbindingsweg welke bekend werd als de Turk Lane. Daarna werd het ingezet bij de heuvelrug van Mesen (Messines Ridge) waarbij het 155 gewonden en 17 doden te betreuren had.
Na de oorlog reisde het bataljon terug naar Nieuw-Zeeland als een volwaardige eenheid waarna het een rondreis door het land ondernam.